# Formula RUS
Formula RUS (ryska: Формула Русь) var ett ryskt formelbilsmästerskap, som motsvarade FIA:s Formel E-kategori. Serien var till för att hjälpa unga förare att ta steget från karting till formelbilsracing. Formula RUS startades 2002 och lades ned efter 2007 års säsong.

## Format
Alla bilarna var tvungna att vara identiska, ha exakt samma inställningar och det var seriens organisatörer som hjälpte förarna med teknisk service. Teamen och förarna fick inte göra några ändringar på bilen själva. De flesta av Rysslands stora formelbilsförare har tävlat i Formula RUS, till exempel Vitalij Petrov, Daniil Move, Sergej Afanasiev och Ivan Samarin.

## Säsonger
| Säsong | Mästare             | Mästare (team)                  |
| ------ | ------------------- | ------------------------------- |
| 2002   | Roman Sjestakov     | RUZKOM Motorsport               |
| 2003   | Jurij Bajborodov    | Lukoil-Serebryaniy dojd'-junior |
| 2004   | Sergej Afanasiev    | Lukoil Racing Team Junior       |
| 2005   | Sergej Romasjtjenko | Lukoil Racing Team Junior       |
| 2006   | Kirill Ovtjarenko   | OK Racing Team                  |
| 2007   | Maksim Travin       | @mail.ru Team                   |